# Цунімахі
Цунімахі (рос. Цунимахи) — село Акушинського району, Дагестану Росії. Входить до складу муніципального утворення Сільрада Урхучімахінська. Населення — 481 (2010).

## Населення
За даними перепису населення 2002 року в селі мешкало 377 осіб. В тому числі 183 (48,54 %) чоловіків та 194 (51,46 %) жінок.
Переважна більшість мешканців — даргинці (100 % від усіх мешканців). У селі переважає північнодаргинська мова.